# Karl Frieberth
Franz Karl Frieberth, auch Karl Friberth, (* 7. Juni 1736 in Wullersdorf, Niederösterreich; † 6. August 1816 in Wien) war ein österreichischer Sänger (Tenor), Librettist und Komponist.

## Leben
Frieberth entstammte einer musikalischen Familie. Sein ältester Bruder Johann Joseph wurde Kapellmeister am Passauer Bischofshof, sein anderer Bruder Thomas wurde Ordensgeistlicher und komponierte geistliche Vokalwerke. Von 1759 bis 1776 war er Mitglied des Orchesters der Fürsten Esterházy. Joseph Haydn schrieb zahlreiche Stücke für ihn. Frieberth schrieb das Libretto für die Oper L’incontro improvviso (1775) von Haydn. Ab 1771 war er Mitglied der Wiener Tonkünstlersozietät, einer musikalischen Gesellschaft in Wien und Dirigent eines Wiener Orchesters im Jahre 1776. Als Komponist schrieb Frieberth Messen, Motetten, Litaneien, geistliche Arien und Hymnen.

## Auszeichnungen
- 1796: Orden vom Goldenen Sporn